# Upplands runinskrifter 269
Upplands runinskrifter 269 är en vikingatida runsten av granit i Harby, Fresta socken och Upplands Väsby kommun.
Runstenen är 1,2 meter hög, 1 meter bred vid basen och 0,4 meter tjock. Runslingan som vetter mot sydöst är 7 centimeter hög. Stenens plats är inte den ursprungliga, men antas ha varit vid i närheten av U 267 och U 268, alltså omkring 200 meter sydost om den nuvarande platsen, och gjord av samma ristare, det vill säga Fot. Toppen av stenen är förlorad, men finns med på Bautils plansch (tryckt 1750) men saknas enligt Richard Dybeck 1867.

## Inskriften
Translitterering av runraden:
× iluki + lit × raisa × stina × auk × hauk × (k)[iara ef](t)iʀ × biarn × broþur × sin ×
Normalisering till runsvenska:
Illugi let ræisa stæina ok haug gæra æftiʀ Biorn, broður sinn.
Översättning till nusvenska:
Illunge lät resa stenarna och göra högen efter Björn, sin broder.